# ‘Abd al-Karīm b. Ibrāhīm al-Jīlī
Ne doit pas être confondu avec Cheikh Abdelkrim El Maghili.
‘Abd al-Karīm b. Ibrāhīm al-Jīlī (1365-1409) est un soufi, membre de la confrérie de la Qadiriyya, fondée par le cheikh ‘Abd al-Qādir al-Jīlanī. On lui doit en particulier un ouvrage sur l'Homme parfait et un commentaire des Illuminations de la Mecque

## Biographie
Ainsi que l'indique son nom, Abd al-Karîm al-Jili appartient à une famille originaire du Gilan, en Iran, mais établie depuis longtemps à Bagdad. Sa nisba (Jili) pourrait d'ailleurs aussi laisser entendre qu'il venait de Jîl, un village des environs de Bagdad. Depuis les recherches de Ridha Atlagh, qui s'est référé à l’œuvre autobiographique de l'auteur, on admet qu'il est né le 1er muharram 767 (18 septembre 1365) à Calicut, en Inde, avant que son père l’emmène à Aden, au Yémen, dans sa petite enfance. Il vivra dans ce pays pour le restant de sa vie (régulièrement ponctuée par des voyages à la Mecque, la Syrie ou l’Égypte), et meurt à Zabid, le samedi 28 joumada ath-thania 811 (janvier 1409). 

## Pensée
Il eut pour maître le cheikh Sharaf ad-dīn Ismāïl b. Ibrāhīm al-Jabartī (m. en 1403), à Zabid, qui était lui-même membre de la Qadiriyya. Il est un maître dans la lignée akbarienne (c'est-à-dire celle d'Ibn Arabi, le sheikh al-akbâr, « le plus grand maître ») et ses écrits portent la marque de l’enseignement métaphysique d'Ibn Arabī. Il écrivit une vingtaine d’ouvrages dont les plus connus sont avant tout son exposé sur la doctrine de l’Homme parfait (Al-insān al-kāmil fī-l-ma’rīfa) et son commentaire de l'avant-dernier chapitre (le 559e) des Illuminations de la Mecque, du grand mystique Ibn Arabî. De l'homme universel voit l'Homme parfait comme un microcosme dans lequel toutes les énergies cosmiques sont récapitulées.
Al-insān al-kāmil fī-l-ma’rīfa jouera un rôle important dans la diffusion des idées d'Ibn Arabi.

## Œuvres
- Abd al-Karîm al Jîlî (Extraits du livre Al-insân al-kâmil traduits de l'arabe et commentés par Titus Burckhardt), De l'Homme universel, Paris, Dervy-livres, 1975 (1re éd. 1953), 98 p.
- Henry Corbin, Corps spirituel et Terre céleste, Paris, Buchet/Chastel, 1979, 303 p., p. 178-189 (extrait et commentaires du Kitâb al-Insân al-Kâmil)